# Horsey Island

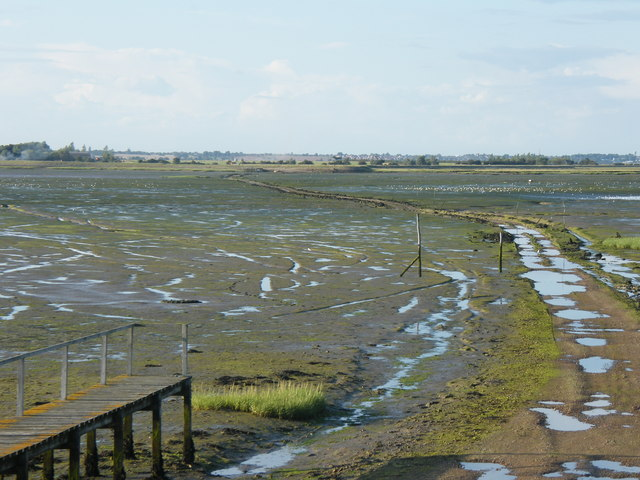
Island Lane führt durch das Watt nach Horsey Island (bei Ebbe)

Horsey Island ist eine Gezeiteninsel im Parish Thorpe-le-Soken in Essex, England. Sie liegt im Hamford Water, einer Bucht südlich von Harwich, und ist Teil der Hamford Water National Nature Reserve, die unter Aufsicht von Natural England und dem Essex Wildlife Trust steht. Man braucht eine Erlaubnis, um die Insel zu besuchen.

## Geographie

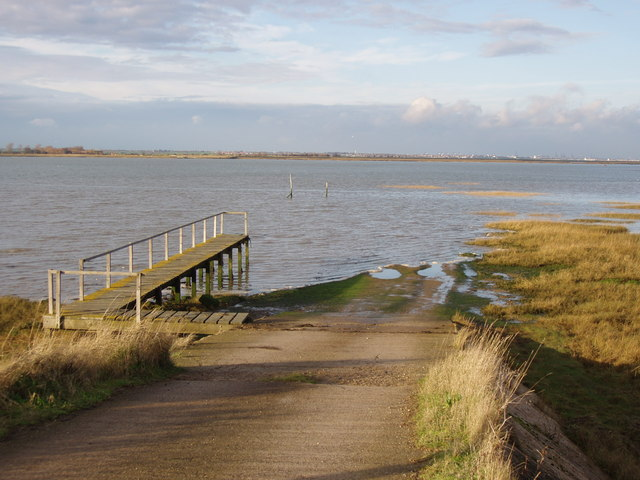
Bei Flut

Im westlichen Teil der Insel gibt es einen Tümpel mit Süßwasser, der von Bäumen eingerahmt wird. Es gibt eine Reihe von Austernbänken hier und an der Nordseite der Insel. Einige Farmgebäude befinden sich im Zentrum der Insel. Im 19. Jahrhundert wurde Land gewonnen, wofür einige Deiche gebaut wurden. Gemeinsam mit den umfangreichen Salzablagerungen um die Inseln bot dies einen teilweisen Schutz gegen Überflutung der Insel. Zu jener Zeit war Horsey Island teilweise verbunden mit der benachbarten Hedge End Island; dieser Plan, beide Inseln vollständig miteinander zu verbinden, wurde wegen finanzieller Schwierigkeiten nicht vollendet.
Die Insel ist mit dem Festland über einen rund tausend Meter langen Damm verbunden, der durch das Watt führt und bei Flut überspült wird; er führt von Kirby-le-Soken zur Insel und kann bei Ebbe von Fußgängern passiert werden. Horsey Island ist eine von 43 Gezeiteninseln in Großbritannien, die man bei Ebbe von der britischen Hauptinsel aus zu Fuß erreichen kann.

## Siedlungsgeschichte
Die früheste schriftliche Erwähnung von Horsey Island stammt aus dem Jahr 1212, als die Insel als Horse Hey bekannt war. Sie wurde nicht ununterbrochen bewohnt, aber es gibt Spuren von Bauwerken aus dem Jahr 1536, und sie erscheint auf einer Karte aus dem Jahr 1594 als Horsey Illande. Bei großen Sturmfluten wurde Horsey Island regelmäßig überschwemmt, so etwa 1691, 1896, 1949 und bei der Flutkatastrophe von 1953. Der Deich aus dem 19. Jahrhundert wurde um 1897 zerstört und das davon zuvor geschützte Land wurde aufgegeben.
Die auf der Insel befindliche Farm wird noch betrieben, womit die Insel eine der am längsten bewohnten Inseln im Osten der Britischen Inseln ist – diesen Anspruch verbindet man oft mit der stärker bebauten Insel Mersea Island weiter westlich. Die Insel ist noch immer in Privatbesitz.

## Rezeption in der Kultur
In Arthur Ransomes Kinderbuch Secret Water wird die Insel als „Swallow Island“ beschrieben. Die reiche Vogelwelt am südöstlichen Rand der Insel hat Paul Gallico inspiriert, die BBC-Adaptation seines Buches Die Schneegans hier zu drehen.

## Belege
1. ↑  Beaumont and Thorpe (Ward). Office of National Statistics, abgerufen am 10. Oktober 2016.
2. ↑  Samuel Lewis: A Topographical Dictionary of England, Comprising the Several Counties, Cities, Boroughs, Corporate and Market Towns, Parishes, and Townships, and the Islands of Guernsey, Jersey, and Man: With Historical and Statistical Descriptions. S. Lewis and Company, 1840, S. 577 (books.google.de).
3. 1 2  Brian Jackman: Walton Backwaters: Going with the flow in Essex. In: The Daily Telegraph. 5. Juni 2010, abgerufen am 10. Oktober 2016.
4. 1 2  Peter Caton: No boat required. Exploring tidal islands. Matador, Leicester 2011, ISBN 978-1-84876-701-0. Informationen unter No boat required. Exploring Britain’s tidal islands. travelmag.co.uk, 14. Oktober 2011, abgerufen am 16. November 2016.
5. 1 2  Matthew Fautley, James H. Garon: Essex Coastline. Then and Now. S. 34.
6. 1 2  Matthew Fautley, James H. Garon: Essex Coastline. Then and Now. S. 35.
7. ↑  Matthew Fautley, James H. Garon: Essex Coastline. Then and Now. S. 32.
8. ↑  MAGIC Map Application – OS 623336,224741. Department for Environment, Food and Rural Affairs, abgerufen am 16. November 2016.
9. ↑  Matthew Fautley, James H. Garon: Essex Coastline. Then and Now. S. 30.
10. ↑  Matthew Fautley, James H. Garon: Essex Coastline. Then and Now. S. 33.
11. ↑  Island Cottage, Horsey Island. Holiday Lettings, abgerufen am 10. Oktober 2016.
12. ↑  Matthew Fautley, James H. Garon: Essex Coastline. Then and Now. S. 33, 71.
13. ↑  David Long: Bizarre England: Discover the Country's Secrets and Surprises. Hrsg.: Michael O’Mara Books. 2015, ISBN 978-1-78243-377-4.

Koordinaten: 51° 53′ N, 1° 15′ O